# Chlorida curta
Chlorida curta är en skalbaggsart som beskrevs av Thomson 1857. Chlorida curta ingår i släktet Chlorida och familjen långhorningar.
Artens utbredningsområde är:
- Surinam.
- Venezuela.

Inga underarter finns listade i Catalogue of Life.